# 19810 Партрідж
19810 Партрідж (19810 Partridge) — астероїд головного поясу, відкритий 24 вересня 2000 року.
Тіссеранів параметр щодо Юпітера — 3,219.